# Johann Diedrich Bellmann
Johann Diedrich Bellmann (* 8. Mai 1930 in Ruschwedel; † 25. Juni 2006 in Nindorf) war ein niederdeutscher Schriftsteller und Hörspielautor.

## Leben
Johann Diedrich Bellmann wuchs auf einem Bauernhof auf, den seine Eltern in Nindorf bei Apensen bewirtschafteten. Von 1936 bis 1941 besuchte er die Volksschule in Nindorf, anschließend bis 1950 ein Gymnasium in Buxtehude. Nach dem Abitur studierte er Theologie, Theaterwissenschaft und Germanistik (einschließlich niederdeutscher Philologie) in Göttingen, Heidelberg, Tübingen und Wien, unterbrach sein Studium aber und arbeitete zwischen 1954 und 1956 im Bergbau, als Schiffsjunge und in der Landwirtschaft und besuchte die Regieklasse einer Schauspielschule in Wien. 1960 wurde Bellmann zunächst Studienreferendar in Hamburg, ab 1962 Studienrat und schließlich Studiendirektor in der Hansestadt. Am dortigen Staatlichen Studienseminar trat Bellmann 1968 eine Stelle als Fachleiter für Religion an, ehe er 1970 für drei Jahre als Studiendirektor ins schleswig-holsteinische Heide ging. 1973 übernahm er in Celle eine Dozentur für Deutsch an der Theologischen Akademie der Evangelisch-lutherischen Landeskirche Hannovers. Nach seiner Pensionierung kehrte Bellmann 1982 auf den elterlichen Hof zurück, den er neben der Schriftstellerei weiter bewirtschaftete.
Bellmann schrieb Theaterstücke, Gedichte und Prosa ausschließlich in niederdeutscher Sprache, daneben erschienen zahlreiche Artikel zur niederdeutschen Philologie und evangelischen Theologie. Eines seiner bekanntesten Werke ist Lüttjepütt oder In Grootvadder sien Hüüs, in dem Großvater und Enkel über die alltäglichen Dinge des Lebens reden. Mit Margareta Jansen – De letzte Professa entstand ein historischer Roman über die letzte Nonne im Neuen Kloster bei Buxtehude um das Jahr 1700. 1978 war er an der Gründung, Herausgabe und Redaktion der Zeitschrift De Kennung – Zeitschrift für plattdeutsche Gemeindearbeit beteiligt. 1986 wurde Bellmann von der Landeskirche Hannover mit der Erstellung eines plattdeutschen Gesangbuches beauftragt, das 1991 unter dem Titel Dor kummt een Schipp herausgebracht wurde.
Johann Diedrich Bellmann wurde zu Lebzeiten mit zahlreichen Preisen ausgezeichnet und gilt allgemein als einer der bedeutendsten Autoren der niederdeutschen Gegenwartsliteratur. Nach seinem Tod 2006 rief die Niedersächsische Sparkassenstiftung den Lüttjepütt-Preis ins Leben, der Einzelpersonen und Gruppen ehrt, die sich um die niederdeutsche Sprache verdient gemacht haben.

## Veröffentlichungen

### Bücher (Auswahl)
- 1958: Mien irste Buck (Erzählungen und Gedichte), Quickborn-Verlag, Hamburg
- 1964: Inseln ünner den Wind (Gedichte), Verlag der Fehrs-Gilde, Glinde
- 1968: Plattdeutsche Erzähler und plattdeutsche Erzählungen der Gegenwart (Hrsg.), Wachholtz Verlag, Neumünster
- 1975: Kanzelsprache und Sprachgemeinde: Dokumente zur plattdeutschen Verkündigung (Hrsg.), Institut für Niederdeutsche Sprache, Bremen
- 1976: Dissen Dag un all de Daag (mit Heinrich Kröger), Plattdüütsch Andachtsbook, Theologische Akademie Celle-Hermannsburg
- 1979: Sprache, Dialekt und Theologie: Beiträge zur plattdeutschen Verkündigung heute (Hrsg.), Verlag Vandenhoeck & Ruprecht, Göttingen, ISBN 3-525-60352-5
- 1980: Niederdeutsch als Kirchensprache (Hrsg.), Verlag Vandenhoeck & Ruprecht, Göttingen, ISBN 3-525-58116-5
- 1981: Hör mi du fromme Gott, Plattdüütsch Gebedbook, Verlag Vandenhoeck & Ruprecht, Göttingen, ISBN 3-525-63344-0
- 1985: Lüttjepütt oder In Grootvadder sien Hüüs, Hinstorff Verlag, Rostock, ISBN 3-356-00572-3 (seit 1994)
- 1991: Dor kummt een Schipp, Plattdüütsch Gesangbook, Herausgeber: Arbeitsgemeinschaft plattdeutscher Pastoren in Niedersachsen, ISBN 3-87546-066-9
- 1993: Keen Tiet för den Maand (Hrsg.), norddt. Mundart-Lyrik, Hinstorff Verlag, Rostock, ISBN 3-356-00514-6
- 1998: Margareta Jansen (Roman), Hinstorff Verlag, Rostock, ISBN 3-356-00788-2
- 2004: Paradiestiet, Hinstorff Verlag, Rostock, ISBN 3-356-01015-8
- 2006: Uns Herrgott sien Daglöhner un anner Vertelln, herausgegeben von Hans-Georg Blank, ISBN 3-9810616-2-4
- 2006: Loccumer Trilogie, Plaggenhauer Verlag, Hamburg, ISBN 978-3-937949-14-7

### Theaterstücke
- 1951: De Plaggenhauer (Lustspiel in 3 Akten)
- 1968: De Himmel is hoch, UA: Niederdeutsche Bühne Neumünster, 16. Dezember 1968
- 1970: Ulenspeegel op Reisen (Narrenkummedie), UA: Niederdeutsche Bühne Neumünster, 18. Oktober 1971

### Diskografie
- 1979: Leevtalligheid – Siemen Rühaak singt Texte von Johann Diedrich Bellmann
- 2006: Johann D. Bellmann liest aus Lüttjepütt und frühe Erzählungen (Mitschnitte von Lesungen 1972 und 1984), ISBN 978-3-356-01138-8
- 2007: Wo denn hin mit mi? – Jan Graf singt Johann D. Bellmann, ISBN 978-3-937949-06-2

### Hörspiele
- 1963: De Soot – Regie: Friedrich Schütter – Sprecher: Henry Vahl, Otto Lüthje, Heinz Lanker, Heidi Kabel, Hans Mahler, Jochen Schenck, Bruno Vahl-Berg, Karl-Heinz Kreienbaum, Wolfgang Borchert, Hartwig Sievers, Ingrid von Bothmer  u. a.
- 1964: De Soot – Regie: Walter Bäumer – Sprecher: Heinrich Kunst, Ivo Braak, Walter A. Kreye u. a.
- 1965: De Himmel is hoch – Regie: Walter Bäumer – Sprecher: Heinrich Kunst, Carl Hinrichs, Wolfgang Schenck u. a.
- 1968: Vergeten will Kriemhilde nich – Regie: Curt Timm – Sprecher: Hans Fitze, Karl-Heinz Kreienbaum, Bruno Vahl-Berg, Hilde Sicks, Andrea Grosske, Jochen Schenck, Ernst Grabbe, Marga Maasberg u. a.
- 1973: Een Engel is kommen – Regie: Jochen Schenck – Sprecher: Rudolf Beiswanger, Fritz Hollenbeck, Christa Wehling, Karl-Heinz Kreienbaum, Heinz Lanker, Ursula Hinrichs, Jens-Werner Fritsch, Edgar Bessen
- 1995: Jan un Lene – Regie: Jochen Schütt – Sprecher: Wilfried Dziallas, Meike Meiners, Ingeborg Heydorn u. a.
- 1996: Dat Callgirl oder Scheherezade mutt starven – Regie: Jochen Schütt – Sprecher: Meike Meiners, Bernd Poppe, Peter Kaempfe u. a.
- 1997: Insa Findewöör oder Söbenteihn Sorten Regen – Regie: Jochen Schütt – Sprecher: Meike Meiners, Birte Kretschmer, Frank Grupe, Bernd Poppe

Vergeten will Kriemhilde nich und Een Engel is kommen wurden 1968 bzw. 1975 auch in westfälischem Platt vom Westdeutschen Rundfunk produziert, Regie führte jeweils Wolfram Rosemann.

## Auszeichnungen
- 1966: Klaus-Groth-Preis
- 1982: Quickborn-Preis
- 1985: Ehrenbrief der Fritz Reuter Gesellschaft
- 1999: Fritz-Reuter-Literaturpreis
- 2004: Niederdeutscher Literaturpreis der Stadt Kappeln